# ميثوبيا

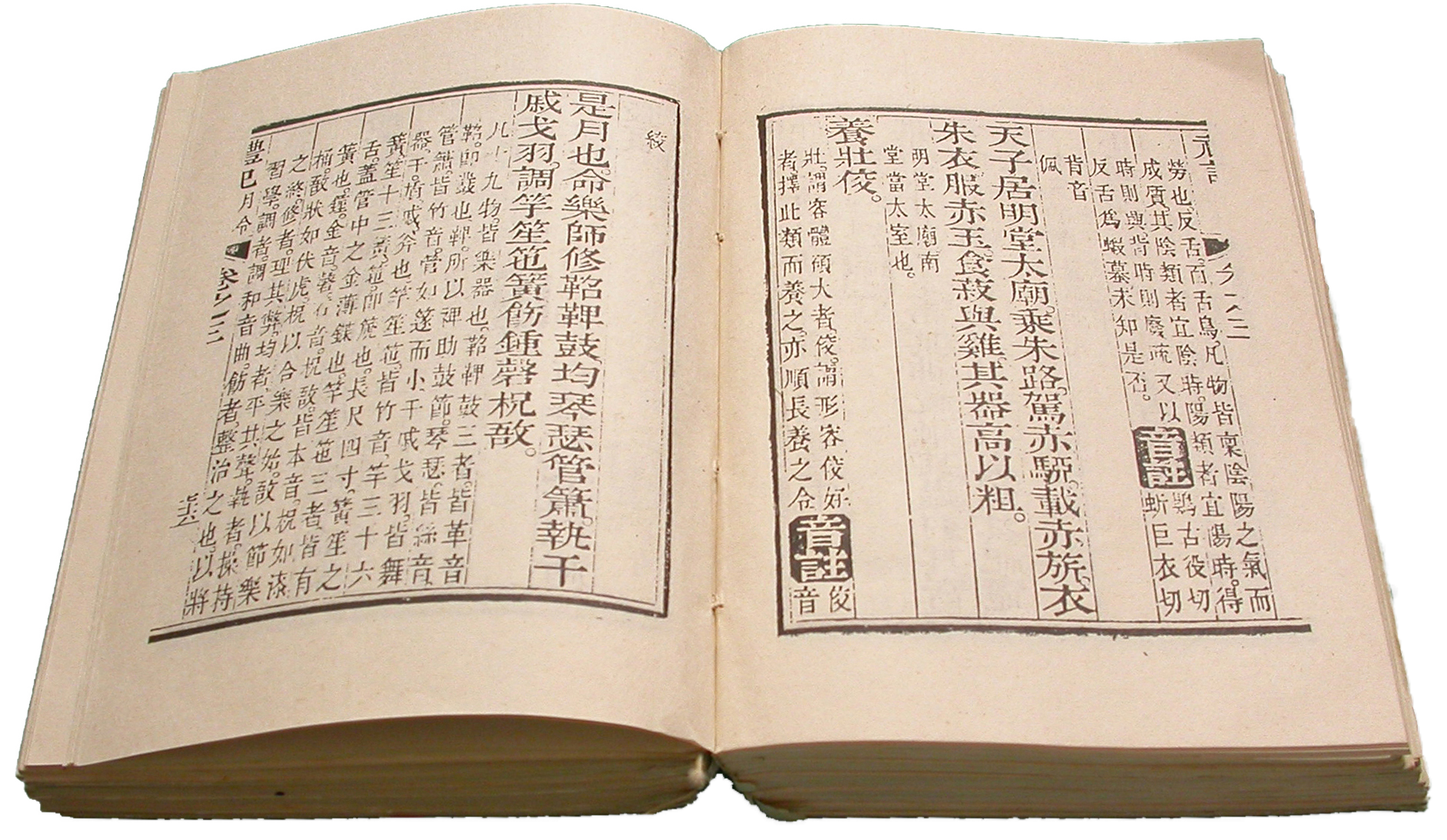

الميثوبيا (الأسطورية أو صناعة الأساطير، والمشتقة من اليونانية الهلنستية μυθοποίησις، أي «صنع الأساطير»)، نوع من السرد في الأدب والسينما الحديث حيث تُصنَع الأساطير الخيالية أو المختلقة أو غيرها من الخيال من قبل كاتب النثر. ظهر استخدام هذا المعنى بدلالة الكلمة «الأسطورية» من قبل جيه آر آر تولكين في الثلاثينيات. يدمج المؤلفون في هذا النوع الموضوعات والأساطير التقليدية الأسطورية في الخيال.

## مقدمة وتعريف
الأسطورية هي أيضًا إنتاج للأساطير. من أبرز مؤلفي الأساطير ج. ر. تولكين، سي. إس. لويس، ويليام بليك، هـ. ب لوفكرافت، لورد دونساني، جورج ر. ر. مارتين، ميرفن بيك وجورج ماكدونالد. في حين أن العديد من الأعمال الأدبية تحمل موضوعات أسطورية، يقترب القليل منها من المرجعية الذاتية المكثفة والغرض الحقيقي من صناعة الأساطير. هي في الحقيقة أساطير مخترعة، أكثر من كونها ظهرت على مدى قرون عبر التقليد الشفهي، تُصاغُ على مدى فترة زمنية قصيرة من قبل مؤلف واحد أو مجموعة صغيرة من المتعاونين.
نظرًا لتميزها عن العوالم الخيالية أو الأكوان الخيالية التي تهدف إلى استحضار عوالم تفصيلية ذات تاريخ وجغرافيا وقوانين طبيعية منظمة، تهدف الأسطورية إلى محاكاة الأساطير في العالم الواقعي بما في ذلك الأساطير التي أُنشِئت خصيصًا لجلب الأساطير إلى القراء الحديثين و/أو لإضافة المصداقية والعمق الأدبي إلى عوالم خيالية في كتب الخيال العلمي والأفلام.
تُنشَأ الميثوبيا بشكل شبه كلي من قبل فرد واحد، مثل عالم الأرض الوسطى.

## أصل الكلمة
يعود مصطلح الميثوبيا إلى اليونانية οποιία «صنع الأسطورة». في الاستخدامات المبكرة له، أشار إلى صناعة الأساطير في العصور القديمة. اعتُمِد واستُخدِم من قبل تولكين كعنوان لأحد قصائده، كُتبَت في عام 1931 ونُشِرَت في كتابه (الشجرة والورقة). نشرت القصيدة كلمة الميثوبيا باعتبارها مسعى أدبيًا وفنيًا وجنسًا أدبيًا منفصًلا.

## مكانها في المجتمع
غالبًا ما تصنف أعمال الأسطورة على أنها خيال أو خيال علمي، ولكنها تملك مكانة خاصة بالأساطير في العالم الحديث، وفقًا لجوزيف كامبل، وهو دارِسٌ شهير للأساطير العالمية. تحدث كامبل عن عالَم نيتشه والذي نجا حتى اليوم من الكثير من أساطير الماضي. ادعى كامبل أنه يجب إنشاء أساطير جديدة، لكنه يعتقد أن الثقافة الحالية تتغير بسرعة كبيرة بحيث لا يمكن وصف المجتمع تمامًا بأي إطار أسطوري من هذا القبيل حتى عصر متأخر.

## منتقدو هذا النوع
تسمى الميثوبيا أحيانًا بالأساطير الاصطناعية، ما يؤكد على أنها لم تتطور بشكل طبيعي وهي حيلة مماثلة للغة الاصطناعية، لذلك لا ينبغي أن تؤخذ على محمل الجد كالميثولوجيا. على سبيل المثال، جادل عالم الفولكلور الشهير آلان دوندس بأنه «لا يمكن لأي رواية أن تفي بالمعايير الثقافية للأسطورة. ولا يمكن القول إن أي عمل فني أو بارع هو سرد للتقاليد المقدسة للثقافة... بل هو على الأكثر، أسطورة مصطنعة».

## في الأدب

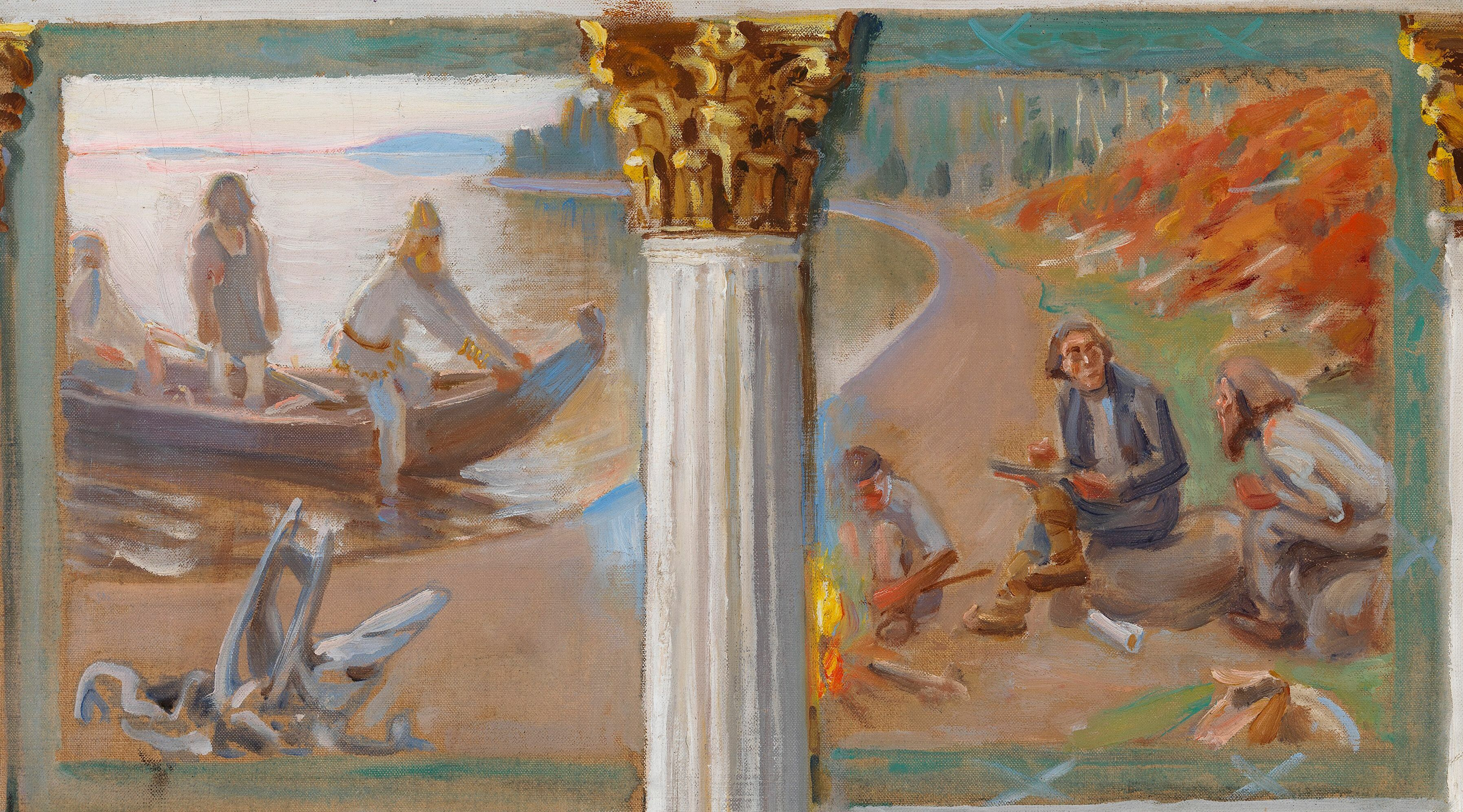
أكسيلي جالن-كاليلا - لونروت والشعراء الشفويون

### اللورد دونساني
يُعد كتاب اللورد دونساني بعنوان «آلهة بيجانا» الذي نُشر عام 1905 سلسلة من القصص القصيرة التي ترتبط بمعابد الآلهة في بيجانا، والتي اختلقها دونساني. وتلا ذلك مجموعة أخرى تحت مسمى (الزمن والآلهة) وبعض القصص في (سيف ويليران) وقصص أخرى من (حكايا نصفي الكرة الأرضية الثلاث).
في عام 1919، صرح دونساني في مقابلةٍ مع إعلامي أمريكي: «في (آلهة بيجانا) حاولت تجسيد المحيط والقمر. لا أعلم ما إذا كان أي شخص آخر قد جرب ذلك من قبل». أثر عمل دونساني على كتابات جيه آر آر تولكين اللاحقة.

### جيه آر آر تولكين
كتب جيه آر آر تولكين قصيدة بعنوان ميثوبيا عقب مناقشة في ليلة 19 سبتمبر 1931 في الكلية المجدلية، في أكسفورد مع سي. إس. لويس وهوغو دايسون، فقد كان ينوي شرح صنع الأساطير المبتكرة والدفاع عنها. تصف القصيدة المؤلف الإنساني الخلاق بأنه «صانع صغير» يستخدم «صولجانًا ذهبيًا صغيرًا» ويحكم «خلقه الفرعي» (يُفهم على أنه خلق الإنسان ضمن خلق الله الأساسي).
لا تشمل أسطورة تولكين الأوسع أساطير الأصل وخرافات الخلق ودورة الشِعر الملحمية فحسب، بل وتتضمن أيضًا اللغويات المُختلَقة والجيولوجيا والجغرافيا. وهو يستكشف بإيجاز وظيفة صنع الأساطير مثل «الخَلْق الفرعي» و«الجنية» في القصة القصيرة ورقة نيغل (1945)، والرواية القصيرة سميث من ووتون ميجر (1967)، والمقالات بيوولف: الوحوش والنقاد (1936) وفي القصص الخيالية (1939).